# Günter Wächtershäuser

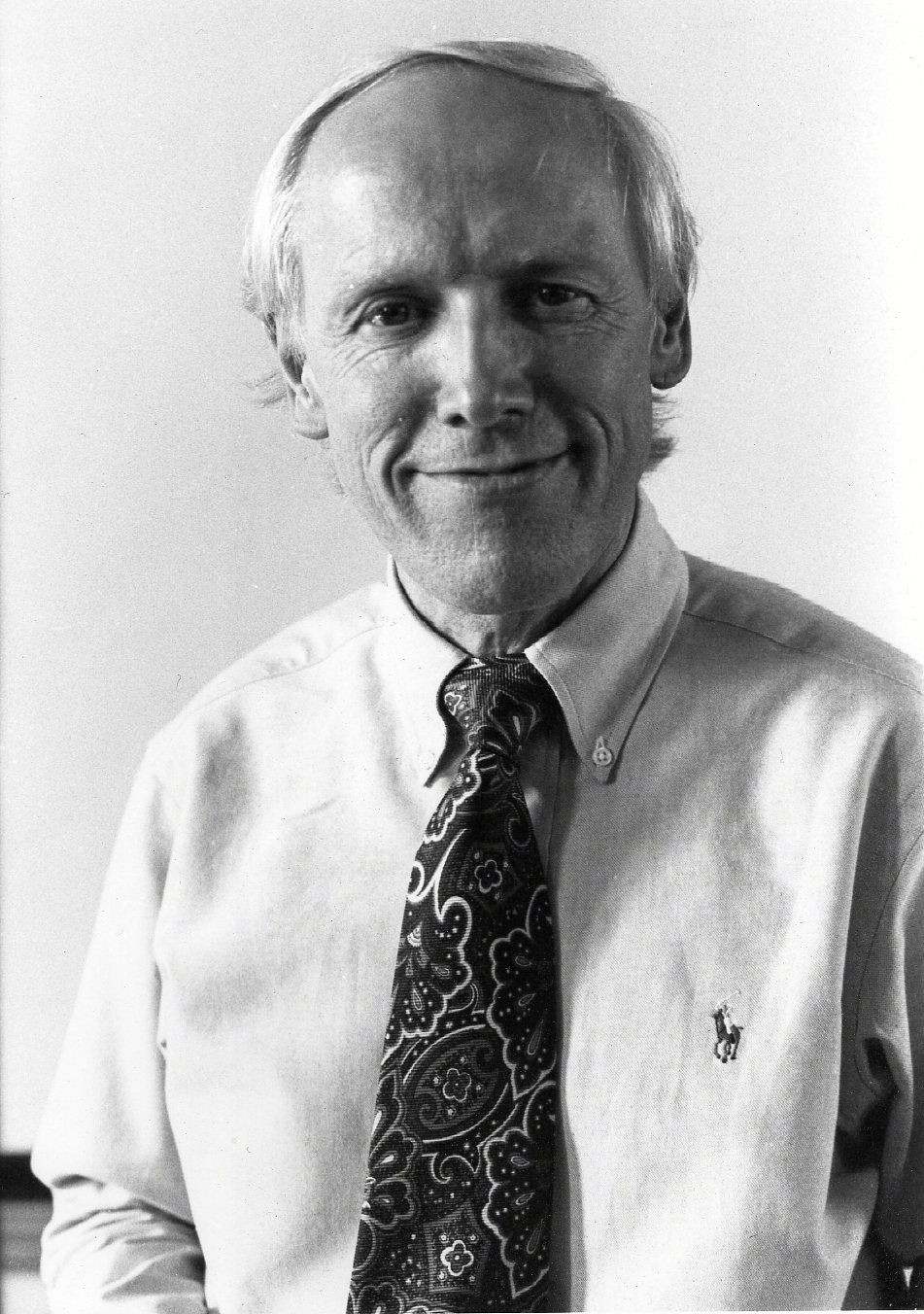
Günter Wächtershäuser

Günter Wächtershäuser (* 1938 in Gießen) ist Honorarprofessor für evolutionäre Biochemie der Universität Regensburg und Münchner Patentanwalt. Er entwickelte Anfang der 1980er Jahre eine Theorie über die Chemische Evolution erster Lebewesen auf mineralischen Oberflächen, die Theorie der Eisen-Schwefel-Welt.

## Leben
Wächtershäuser studierte von 1958 bis 1965 Chemie an der Universität Marburg, wo er 1965 im Fach Chemie promoviert wurde. Ab 1966 machte er in einer deutschen Kanzlei und bei Eastman Kodak Co. in den USA eine Ausbildung zum Patentanwalt, 1969 erhielt er in München die Zulassung als Patentanwalt, 1970 gründete er die heutige Kanzlei Wächtershäuser & Hartz. Er machte 1983 die persönliche Bekanntschaft mit dem Philosophen Karl Popper, dessen Empfehlung ihm die Veröffentlichung in Fachzeitschriften ermöglichte. 1988 veröffentlichte er erstmals seine Theorie zum Ursprung des Lebens. Die Chemikerin Claudia Huber führte an der TU München Experimente zur Überprüfung seiner Theorie durch, auch mit dem Mikrobiologen Karl Stetter arbeitete er zusammen.

## Entstehung des Lebens in der Eisen-Schwefel-Welt
Nach Wächtershäuser ist das Leben auf der Erde an der Oberfläche von Eisen-Schwefel-Mineralien entstanden, also Sulfiden, die sich heute noch durch geologische Prozesse an Tiefsee-Vulkanen, sogenannten schwarzen Rauchern, bilden und zur Frühzeit der Erde noch wesentlich häufiger aufgetreten sein dürften. Der Vorteil dieses Konzepts gegenüber anderen Theorien ist, dass damit erklärt werden kann, wie die Entstehung von Biomolekülen an eine kontinuierlich verfügbare und verlässliche Energiequelle gekoppelt sein könnte. Diese Energiequelle besteht in der Reduktion von teilweise oxidierten Eisen-Schwefel-Mineralien wie zum Beispiel Pyrit mit Wasserstoff und liefert genügend Energie für die endergone Synthesereaktionen monomerer Bausteine von Biomolekülen und für deren Polymerisierung.

## Auszeichnungen
Wächtershäuser erhielt 1993 die Jahresehrung der Bayerischen Akademie der Wissenschaften, 1994 eine Honorarprofessur für Evolutionäre Biochemie der Universität Regensburg und 1999 den Bonner Chemiepreis.

## Schriften
- Before enzymes and templates: theory of surface metabolism. In: Microbiology Reviews 52(4), 1988, S. 452–484, doi: 10.1128/mr.52.4.452-484
- Evolution of the First Metabolic Cycles. In: Proceedings of the National Academy of Sciences 87, Januar 1990, S. 200–204 (PDF; 1,09 MB, englisch)
- Origin of Life: Life as We Don’t Know It. In: Science 289(5483), 25. August 2000, S. 1307–1308
- From pre-cells to Eukarya – a tale of two lipids. In: Molecular Microbiology 47(1), Januar 2003. S. 13–22, doi:10.1046/j.1365-2958.2003.03267.x
- From volcanic origins of chemoautotrophic life to Bacteria, Archaea and Eukarya. In: Philosophical transactions of the Royal Society of London. Series B, Biological sciences 361(1474), 29. Oktober 2006, S. 1787–1808,  doi:10.1098/rstb.2006.1904
- The Place of RNA in the Origin and Early Evolution of the Genetic Machinery. Life 4, 19. Dezember 2014, S. 1050–1091, doi:10.3390/life4041050
- In Praise of Error. In: Journal of Molecular Evolution 82, 14. Januar 2016, S. 75–80, doi:10.1007/s00239-015-9727-3